# Звиздич, Денис
Денис Звиздич (босн. Denis Zvizdić; род. 9 июня 1964, Сараево, СФРЮ) — боснийский государственный деятель, премьер-министр Боснии и Герцеговины с 11 февраля 2015 по 23 декабря 2019 года.

## Биография
Родился 9 июня 1964 года в столице Социалистической Республики Босния и Герцеговина Сараево, где в 1981 году окончил школу. Там же он учился и закончил Сараевский университет по специальности архитектура. После этого он преподавал в родном университете.
Является одним из лидеров Партии демократического действия, что выдаёт его приверженность мусульманскому населению страны. Некоторое время был спикером нижней палаты парламента Федерации Босния и Герцеговина.
11 февраля 2015 года Президиум Боснии и Герцеговины утвердил его как премьер-министра, поручив сформировать правительство. Занимал этот пост до начала декабря 2019 года.